# ABEL
ABEL es la abreviatura de Advanced Boolean Expression Language. Es un lenguaje de descripción de hardware y un conjunto de herramientas de diseño para programar dispositivos lógicos programables (PLDs).

## Características
ABEL permite describir un diseño concurrentemente mediante tablas de verdad o ecuaciones lógicas. Ejemplos:
...
```
X=.X.

Truth_Table
    //tabla de verdad
 ([A, B, C] -> Out)  //variables
  [0, 0, 0] -> 1;    //valores de las entradas y salidas
  [0, 0, 1] -> 0;
  [1, X, X] -> 1;

END
```

...
```
Out= (!A & B) # (B & C);      //ecuación lógica
```

También permite la programación secuencial con máquinas de estados. Ejemplo:
...
```
state_diagram
 sreg
  
state
 S0:
     
goto
 S1 
with
 { Out=1; }
  
state
 S1:
     
if
 (A & B) 
then
 S0 
with
 { Out=0; }
```

...
```
end
```

Otra opción que permite es definir vectores de test (patrones de entradas y salidas) que pueden ser programados en el hardware. La estructura de los vectores de test es similar a la de las tablas de verdad.

## Ejemplo de código
El siguiente es un ejemplo en ABEL. Los comentarios van después de los símbolos " ó //.
```
module
 wiki;

title
 'Ejemplo de programa en ABEL';

"declaración de entradas, salidas y señales internas"
reloj 
PIN
;
activa 
PIN
 
istype
 'com';
BUS[8..0]contador 
PIN
 
istype
 'reg';

equations

contador[8..0].clk=reloj; "se asigna la señal reloj a los registros del contador

when
(contador[8..0]==60) 
then
{
   activa=1;
   contador[8..0]:=[0,0,0,0,0,0,0,0,0];
}
else
{
   contador[8..0]:=contador[8..0]+1;
}

end
 wiki
```